# İshak Haleva

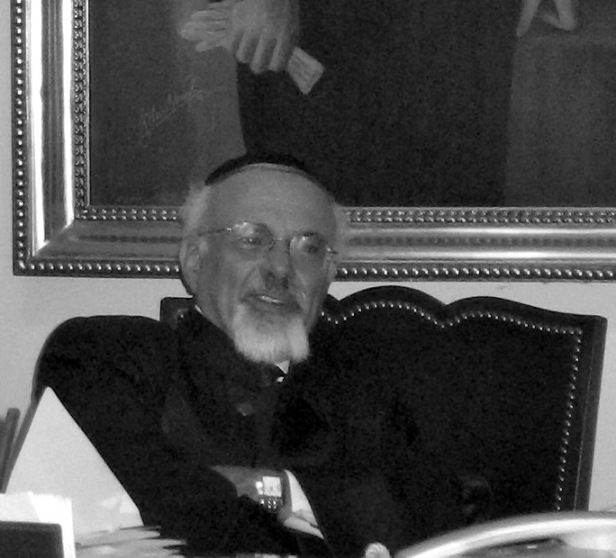
İshak Haleva (2005)

İshak Haleva, geboren am  27. April 1940 in Istanbul; gestorben am 14. Januar 2025, war seit 2002 der Großrabbiner (Hahambaşı) der Türkei. 
Er besuchte die Jüdische Schule in Istanbul und studierte bis zum Abschluss 1961 an der sephardischen Porat Yosef Yeshiva in Jerusalem. In den Jahren 1963 bis 2001 unterrichtete er an der Jüdischen Schule in Istanbul und lehrte Hebräisch sowie Religion an der Marmara-Universität und an der Universität Sakarya.
Haleva war für sieben Jahre der Stellvertreter von David Asseo (1914–2002) und wurde nach dessen Tod sein Nachfolger als Großrabbiner (Hahambaşı) der Türkei. Er gehörte zu den mehreren Hundert Verletzten der Terroranschläge auf Synagogen in Istanbul 2003, bei denen 57 Menschen getötet wurden.
Er war Mitglied im Präsidium der „Alliance of Rabbis in Islamic States“ (ARIS).
İshak Haleva starb am im Januar 2025 mit 84 Jahren.